# پویایی منبع–مصرف‌کننده
پویایی منبع-مصرف‌کننده (به انگلیسی: Source-sink dynamics) یک مدل نظری است که توسط بوم‌شناسان برای توصیف اینکه چگونه تنوع در کیفیت زیستگاه ممکن است بر رشد یا کاهش جمعیت جانداران تأثیر بگذارد استفاده می‌شود.

## جستارهای بیشتر
- زیست‌شناسی حفاظت
- بوم‌شناسی
- بوم‌شناسی چشم‌انداز
- فراجمعیت
- پویایی‌شناسی جمعیت
- بوم‌شناسی جمعیت
- پناهگاه (بوم‌شناسی)